# Green on Red
Green on Red fue una banda estadounidense de rock con orígenes en Tucson, Arizona, pero desarrollada durante la mayor parte de su trayectoria en Los Ángeles, California, donde se asoció libremente con Paisley Underground. Sus primeros discos incorporaban elementos del rock psicodélico, en tanto que sus posteriores lanzamientos virarían hacia el lado del country rock tradicional.

## Trayectoria
La banda vio sus orígenes a finales de los setenta bajo el nombre The Serfers, integrada por Dan Stuart (vocalista, guitarrista), Jack Waterson (bajo), Van Christian (batería) and Sean Nagore (órgano), rápidamente reemplazado por Chris Cacavas. En el verano de 1980, The Serfers se reubicaron en Los Ángeles, donde cambiarían su nombre a Green on Red (luego del título de una de sus canciones) para evitar confusión con el escenario punk local. Christian volvería a Tucson y sería reemplazado por el acompañante de Lydia Lunch: Alex MacNicol.
En 1981 la banda publicó un EP de vinilo rojo autoeditado abiertamente psicodélico llamado Two Bibles. Fue una maqueta que estaba compuesta por cinco temas en donde se siente una fuerte influencia de rock de los 60, con influencias garage, que incluye melodías acompañadas de un órgano.  
Su siguiente trabajo, esta vez ya en formato de LP, es Green on Red de 1982,publicado por el líder de The Dream Syndicate, Steve Wynn, bajo su propio sello Down There. Green on Red siguió a Dream Syndicate en Slash Records y en el otoño de 1983 lanzaron el álbum Gravity Talks. El guitarrista Chuck Prophet se unió para el álbum Gas Food Lodging (Enigma) de 1985, tras lo cual Keith Mitchell reemplazaría a MacNicol en la batería.  
En 1986 firmaron un acuerdo con el notable sello Phonogram/Mercury y para el verano de ese año saldría un EP de 7 canciones titulado No Free Lunch con una clara tendencia country. Un año después se estrenaría su álbum The Killer Inside Me producido por Jim Dickinson en Ardent Records en Memphis, Tennessee. Tras esto los integrantes Cacavas y Waterson abandonarían la banda para seguir otros proyectos muy alejados de las preferencias artísticas personales de Stuart y Prophet. En 1988 lanzarían Here come the snakes incluyendo a Christopher Holland en los teclados.
Para el año 1991 se estrenaría Scapegoats. Finalmente luego del álbum Too Much Fun de 1992 la banda se termina de separar. 
Un inesperado regreso tuvo lugar en septiembre de 2005, con la banda reuniendose con la formación de su "era dorada": Stuart, Cacavas, Prophet y Waterson, con Daren Hess reemplazando a Alex MacNicol (quien había fallecido) para tocar un espectáculo único, como parte de las celebraciones por el 20° aniversario del Club Congress en Tucson. Tras este evento, le siguió un espectáculo en Londres el 10 de enero de 2006.

## Discografía
- Two Bibles (EP, Green on Red, 1981)
- Green on Red (EP, Down There, 1982)
- Gravity Talks (Slash, 1983)
- Gas Food Lodging (Enigma, 1985)
- No Free Lunch (EP, Mercury, 1985) - UK #99[2]
- The Killer Inside Me (Mercury, 1987)
- Here Come the Snakes (Mercury, 1988)
- This Time Around (Mercury, 1989)
- Scapegoats (China, 1991)
- The Little Things in Life (China 1991)
- Too Much Fun (Off Beat, 1992)
- Archives: What We Were Thinking (Normal Records, 1998)
- Valley Fever - Live at the Rialto (Blue Rose Records, CD + DVD 2006)
- BBC Sessions (Maida Vale Records, 2007)

Danny & Dusty
- The Lost Weekend (A&M Rec. – 395 075-1) CCD + LP 1985
- Cast Iron Soul (Blue Rose Rec. – BLUDP 0418) CD + DVD 2007
- Here's To You, Max Morlock (Blue Rose Rec. – BLUDP 0531) DCD + DVD 2007